# 小行星6199
小行星6199（英語：6199 Yoshiokayayoi）是一颗围绕太阳公转的小行星。1992年1月26日，杉江淳在Dynic发现了此天体。
这颗小行星的绝对星等为173.7389641396744等。